# راتكو نيكوليتش
راتكو نيكوليتش هو لاعب كرة قدم صربي في مركز الدفاع، ولد في 11 يوليو 1977 في بلغراد في صربيا. لعب مع أنجي محج قلعة.

## وصلات خارجية
- راتكو نيكوليتش على موقع قاعدة بيانات كرة القدم.إي يو (الإنجليزية)
- راتكو نيكوليتش على موقع عالم كرة القدم.نت (الإنجليزية)